# Lou Andreas-Salomé
Lou Andreas-Salomé (Szentpétervár, 1861. február 12. – Göttingen, 1937. február 5.) orosz pszichoanalitikus és írónő. Széles érdeklődési körének köszönhetően barátságot kötött számos nyugati gondolkodóval, például Nietzschével, Freuddal vagy Rilkével.

## Élete

### Korai évek
Lou Salomé Szentpétervárott született, Gustav von Salome tábornok és Luise Wilm gyermekeként. Ő volt az egyetlen lánygyermek; öt fiútestvére volt. Bár később a nácik „finn zsidónak” csúfolták, szülei francia hugenották és észak-németek leszármazottai voltak.
Tanulni akarván tizenhét évesen megkért egy nálánál huszonöt évvel idősebb holland prédikátort, Hendrik Gillotot, oktassa. Tanult tőle filozófiát, francia és német irodalmat, teológiát és megismerkedett a világvallásokkal. Gillotot elbűvölte tanítványa, olyannyira, hogy azt tervezte, elválik feleségétől, és elveszi őt. Ám Salomé anyjával Zürichbe ment, hogy egyetemi oktatásban részesüljön. Azzal a szándékkal is utazott, hogy egészségi állapotán segítsen, mivel sokszor köhögött fel vért.

### Barátsága Réevel, Nietzschével és későbbi élete

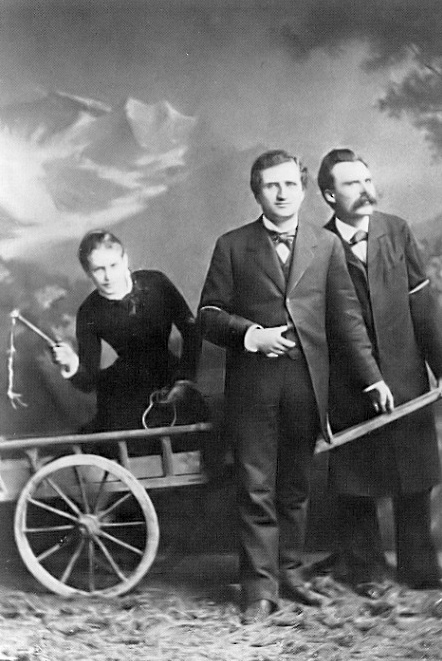
Lou Salomé, Paul Rée és Friedrich Nietzsche társaságában (1882)

Salomét 21 éves korában anyja Rómába vitte. Itt egy irodalmi szalonban megismerkedett, egy íróval, Paul Réevel, aki ugyanakkor szenvedélyes kártyajátékos volt. Réenek azt javasolta, lakjanak együtt egy egyetemi „kommünában”. Pár hónap alatt partnerekké váltak, majd a duóhoz 1882. május 13-án csatlakozott Rée barátja, Friedrich Nietzsche. Salomé később (1894-ben) írt egy tanulmányt „Friedrich Nietzsche in seinen Werken” címmel Nietzsche személyiségéről és filozófiájáról. 1882-ben Salomé anyja és ők hárman együtt utaztak keresztül Olaszországon. Októberben Lipcsébe, Németországba érvén Salomé és Rée elvált Nietzschétől. 1884-ben Salomé megismerkedett Helene von Druskowitz-cal, a második nővel aki elnyerte filozófiai doktorátusát Zürichben.

### Házassága és kapcsolatai

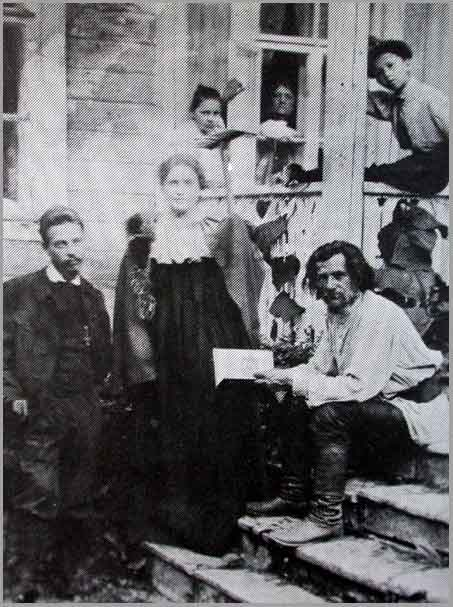
Rilke (balra) és Lou Oroszországban (1900)

Salomé és Rée Berlinbe költözött, és együtt is laktak, egészen nem sokkal azelőttig, hogy Salomé házasságot kötött Friedrich Carl Andreas orientalistával. A házasság Salomé házasságellenessége és más férfiakkal folytatott kapcsolata ellenére 1887-től egészen 1930-ig, Friedrich Carl Andreas haláláig tartott.
Salomé Andreassal való együttélése következtében Rée egyre jobban elmaradt Salomé életéből. Saloménak házas élete alatt számos szerelmi viszonya volt és állandó levelezésben állt a kor kiválóságaival, mint például Freuddal. Viszonya volt többek közt Rainer Maria Rilkével, akiről analitikus memoárt is írt, egy német újságíróval, Georg Lebedourral, vagy a pszichoanalitikus Victor Tauskkal. Ezekről beszámolók, elbeszélések találhatók a „Lebensrückblick” című kötetében.
Kapcsolata Rilkével elég bizalmasnak volt mondható. Salomé tizenöt évvel volt idősebb, mint a költő, akivel akkor ismerkedett meg, amikor az 21 éves volt. Egy éven át szeretője volt a költőnek; ő volt az, aki Rainernek kezdte hívni inkább, s nem Renének. Megtanította továbbá oroszul, hogy Tolsztojt és Puskint eredetiben olvashassa. Salomé Rilke tanácsadója és bizalmas barátnője maradt annak haláláig.

### Halála
Idős korára leállt pszichoanalitikus foglalatosságaival. Szívbaja volt, s legyengült szervezete kórházi kezelést igényelt. Ugyancsak betegeskedő férje naponta látogatta. 40 év házasság után, amelyet olykor mindkét fél részéről kölcsönös gyűlölet övezett, közelebb kerültek egymáshoz.
Friedrich Carl Andreas rákban hunyt el 1930-ban. Felesége, Lou Andreas-Salomé 1937. február 5-én halt meg, urémiában.
Urnáját férje mellé helyezték a göttingeni temetőben. Emlékét őrzi egy út Göttingenben, és egy pszichoanalízissel és pszichoterápiával foglalkozó intézet is.
Néhány nappal halála előtt a Gestapo lefoglalta könyvtárát (más források szerint egy SA különítmény volt nála, amely tönkretette a könyvtárat, s ebben a változatban ez röviddel Salomé halála után történt). Ennek oka az volt, hogy mivel Sigmund Freud kollégája volt, így a „zsidó tudományt” gyakorolta, és számos zsidó származású írótól volt könyve könyvtárában.

## Alakja játékfilmben
- 1977: Al di là del bene e del male („Túl jón és rosszon”), Liliana Cavani rendező francia filmdrámája. Lou-t Dominique Sanda, Nietzschét Erland Josephson, Paul Rée-t Robert Powell alakítja.[7]

## Fordítás
- Ez a szócikk részben vagy egészben  a   Lou Andreas-Salomé című angol Wikipédia-szócikk fordításán alapul.  Az eredeti cikk szerkesztőit annak laptörténete sorolja fel. Ez a jelzés csupán a megfogalmazás eredetét és a szerzői jogokat jelzi, nem szolgál a cikkben szereplő információk forrásmegjelöléseként.